# 토훈가

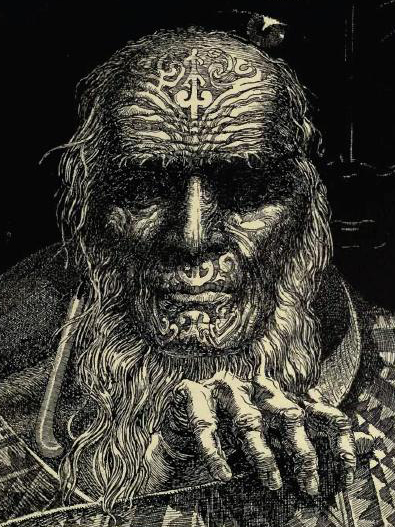

토훈가(tohunga)는 뉴질랜드 원주민인 마오리 문화에서 특정 분야(종교, 치유, 항해, 조각, 건축, 교육 등)의 전문적 술자(expert practitioner)를 가리킨다. 토훈가는 대개 화나우(대가족)의 가장이었으나, 랑아티라(족장)나 아리키(귀족)의 반열에 드는 경우도 많았다. 하와이 원주민의 카후나와 유래가 같다.
다음과 같은 다양한 토훈가 클래스가 있었다(Best 1924:166).
- 토훈가 아후레와(Tohunga ahurewa): 최고위 사제.
- 토훈가 마타키테(Tohunga matakite): 미래를 예언하는 점복사.
- 토훈가 화카이로(Tohunga whakairo): 조각의 전문가.
- 토훈가 라랑아(Tohunga raranga): 베짜기의 전문가.
- 토훈가 타타이 아로랑이(Tohunga tātai arorangi): 점성술 전문가.
- 토훈가 코코랑이(Tohunga kōkōrangi): 천체 전문가(천문학자).
- 토훈가 타라이 와카(Tohunga tārai waka): 카누 조선 전문가.
- 토훈가 웨테레오(Tohunga wetereo): 언어의 전문가.
- 토훈가 타 모코(Tohunga tā moko): 문신 전문가.
- 토훈가 마히 토이(Tohunga mahi toi): 미술 전문가.
- 토훈가 티캉아 탕아타(Tohunga tikanga tangata): 인간 전문가(인류학자).
- 토훈가 오 투마타우엥가(Tohunga o Tumatauenga): 무기 전문가, 또는 군종사제
- 토훈가 키아토(Tohunga kiato): 최하위 사제.

각 분야의 토훈가들은 카라키아(기도), 파테레(챈트), 와이아타(노래)를 통해 영적인 세계와 교감할 수 있는 선천적 능력을 타고났다고 여겨졌고, 그러한 교감에 필요한 기도나 노래는 스승 토훈가에게 배워 전승되었다. 그러나 다른 문화권의 사제나 샤먼과 달리 토훈가의 교감과 능력은 각자의 전문분야에 특화되어 있었다.